# Allín
Allín là một đô thị trong tỉnh và cộng đồng tự trị Navarre, Tây Ban Nha. Đô thị này có diện tích là 43,004 ki-lô-mét vuông, dân số là 816 người (2007).
Đô thị nằm ở độ cao m trên 455 mực nước biển.

## Biến động dân số
| Biến động dân số                                      | Biến động dân số | Biến động dân số | Biến động dân số | Biến động dân số | Biến động dân số | Biến động dân số | Biến động dân số | Biến động dân số | Biến động dân số | Biến động dân số |
| 1996                                                  | 1998             | 1999             | 2000             | 2001             | 2002             | 2003             | 2004             | 2005             | 2006             | 2007             |
| ----------------------------------------------------- | ---------------- | ---------------- | ---------------- | ---------------- | ---------------- | ---------------- | ---------------- | ---------------- | ---------------- | ---------------- |
| 819                                                   | 817              | 850              | 824              | 808              | 794              | 784              | 795              | 815              | 805              | 816              |
| Sources: Allín et instituto de estadística de navarra |                  |                  |                  |                  |                  |                  |                  |                  |                  |                  |